# 犬童一利
犬童 一利（いぬどう かずとし、1986年2月27日 - ）は、日本の映画監督。

## 略歴
神奈川県厚木市出身。中央大学商学部卒業。2年間の会社員勤務（インテリジェンス→USEN）の後、映画監督を志した。
長編デビュー作『カミングアウト』が東京や香港の国際レズビアン＆ゲイ映画祭にて上映され話題になる。
2016年『つむぐもの』で全国デビュー。2018年、森沢明夫の小説『きらきら眼鏡』を実写化。
2作連続で世界12大映画祭の1つである上海国際映画祭に正式出品となった。

## 監督作品 （映画）
- 『きらきら眼鏡』（2018年 監督） 原作：森沢明夫 脚本：守口悠介

　出演：金井浩人 / 池脇千鶴 / 安藤政信 / 古畑星夏 / 杉野遥亮 / 片山萌美　他
　第21回 上海国際映画祭 正式出品
　第9回 ロケーションジャパン大賞 審査員特別賞
- 『つむぐもの』（2016年 監督） 脚本：守口悠介

　出演：石倉三郎 / キム・コッピ / 吉岡里帆 / 森永悠希 / 宇野祥平 / 内田慈 / 日野陽仁　他
　第19回 上海国際映画祭 正式出品
　第11回 大阪アジアン映画祭 コンペティション部門 出品
- 『早乙女4姉妹』（2015年 監督/脚本）
- 『カミングアウト』（2014年 監督/脚本）

第23回 東京国際レズビアン&ゲイ映画祭 上映作品
第26回 香港レズビアン&ゲイ映画祭 上映作品

## 監督作品（その他）
- 短編映画『わたし、あなた』（2023年 監督/脚本）

Cinemaz（ブラジル）「the honorable mention award」受賞
Seize the film- films about disability（セルビア）
Breaking Down Barriers 2024（ロシア）
- 短編映画『18歳』（2021年 監督）出演：武野汐那 / 涼凪 / としお理歩 / 笠本ユキ 他
- 短編映画『この町の』（2021年 監督）出演：橋本マナミ / 成嶋瞳子 / 大島蓉子 他
- 短編映画『気づかなくてごめんね』（2019年 監督）主演：石倉三郎
- 短編映画『Dear my』（2017年 : 監督/脚本）主演：祷キララ
- MV『教祖誕生』（2017年 監督/脚本）アーティスト：Creepy Nuts
- ドキュメンタリー映画『JUST GO ON』（2016年 監督）
- ドラマ『劇愛』（2016年 監督）テレビ朝日「AKBラブナイト 恋工場」主演：高橋朱里（AKB48）
- 短編映画『Beyond the memory』（2016年 監督）主演：芦那すみれ
- MV『君が笑えればいい』（2015年 監督/脚本）アーティスト：Good Coming
- 短編映画『あかぎれ』（2015年 監督/脚本）

　第24回 東京国際レズビアン&ゲイ映画祭 上映作品
　第26回 香港レズビアン&ゲイ映画祭 上映作品
- 短編映画『マリナが出てきちゃう』（2014年 監督/脚本）
- 『SRS♂ありきたりなふたり♀』（2012年 監督） 脚本：守口悠介

第1回 氷見絆国際映画祭 優秀賞受賞
関西クィア映画祭2012 出品
第8回 香川レインボー映画祭 出品
- 短編映画『フリーバイバイ』（2010年 監督/脚本）

SHORT FILM FESTA NIPPON 2010 出品

## プロデュース作品
- 『トリノコシティ』（2017年  山口ヒロキ監督、原曲：40mP） - プロデューサー

　出演：山崎丹奈 / 玉城裕規 / 高崎翔太　他
- 『死んだ目をした少年』（2015年  加納隼監督） - ラインプロデューサー

　出演：清水尚弥 / 紗都希 / 高樹マリア　他
- 『ヲ乃ガワ-WONOGAWA-』（2014年 山口ヒロキ監督） - プロデューサー

　出演：前田希美 / 及川奈央 / 深水元基 / マメ山田 / 川本淳市 / 志賀廣太郎　他
- 『紅破れ』（2014年 横川康次監督） - プロデューサー

　出演：渡辺裕之 / 柴田かよこ / 緑川静香 / 岸明日香 / 坂元健児　他
- 『JUDGEMENT』（2012年 辻岡正人監督） - プロデューサー

　出演：横川康次 / 堀越のり / 大嶋宏成 / ガッツ石松　他
氷見絆国際映画祭　優秀賞受賞　
- 『老獄-OLD PRISON-』（2012年 辻岡正人監督） - アシスタントプロデューサー

　出演：アジャコング / 藤岡英樹 / 忍成修吾 / 佐藤蛾次郎　他

## インタビュー記事
- 監督とプロデュースを手掛ける若き才能！（2014年）
- 介護を発信するムーブメントをつくりたい　『つむぐもの』監督・犬童一利さんインタビュー！（2016年）
- 「やっとスタートラインに立てた」『つむぐもの』監督　犬童一利さん（2016年）
- 映画『きらきら眼鏡』が出来るまで（2018年）
- 『カミングアウト』『つむぐもの』犬童一利監督インタビュー（2019年）
- 「これから18歳になる高校生へ」映画『18歳』犬童監督 インタビュー（2021年）
- LGBTQ、介護、発達障害…誤解されやすい人たちにスポットを当て映画に「笑っていない人に笑って欲しい」（2022年）